# Modern No. 2
 (août 2015).
Pour plus de détails, voir Fiche technique et Distribution.
Modern No. 2 est un court métrage japonais réalisé par Mirai Mizue.
Il a reçu le prix Sacem de la musique originale lors du festival d'Annecy 2012.

## Fiche technique
- Titre : Modern No. 2
- Réalisation : Mirai Mizue
- Scénario : ...
- Producteur : Tamaki Okamoto
- Musique : ...
- Montage : ...
- Studio : Carte Blanche
- Pays d'origine : Japon
- Durée : 4 minutes et 15 secondes
- Date de sortie : 2011